# Santa Cristina de la Polvorosa
Santa Cristina de la Polvorosa és un municipi de la província de Zamora, a la comunitat autònoma de Castella i Lleó.

## Demografia
| 1991 | 1996 | 2001 | 2004 |
| ---- | ---- | ---- | ---- |
| 1348 | 1314 | 1257 | 1235 |